# Ny Lillebæltsbro
Ny Lillebæltsbro (deutsch „Neue Kleiner-Belt-Brücke“) ist die Bezeichnung der Autobahnbrücke über den Kleinen Belt, die – wie auch die ältere Lillebæltsbro – die dänische Halbinsel Jütland mit Fünen verbindet.
Die als Hängebrücke ausgeführte Ny Lillebæltsbro wurde zwischen 1965 und 1970 gebaut. Sie ist 1700 Meter lang und verfügt über eine Hauptspannweite von 600 Metern. Die lichte Höhe der Ny Lillebæltsbro beträgt 42 Meter.